# Jobst Schönfeld
Jobst Günter Schönfeld (* 31. März 1957 in Brünnighausen) ist ein Brigadegeneral des Heeres der Bundeswehr im Ruhestand. Er war in letzter Verwendung von Mai 2016 bis September 2020 Stellvertretender Kommandeur des Kommandos Territoriale Aufgaben der Bundeswehr in Berlin.

## Militärische Laufbahn

### Ausbildung und erste Verwendungen
Jobst Schönfeld trat im Juli 1976 beim Panzergrenadierbataillon 32 in Nienburg/Weser in den Dienst der Bundeswehr und durchlief den Offizieranwärterlehrgang. Von 1977 bis 1980 absolvierte er ein Studium der Pädagogik an der Universität der Bundeswehr Hamburg, welches er als Diplom-Pädagoge abschloss. Nach dem Studium wurde Schönfeld erneut in das Panzergrenadierbataillon 32 in Nienburg/Weser versetzt, wo er von 1981 bis 1988 als Zugführeroffizier, S2-Offizier und Kompaniechef eingesetzt war. Daran anschließend folgte eine Verwendung als Ordonnanzoffizier beim Inspekteur des Heeres im Bundesministerium der Verteidigung in Bonn.

### Generalstabsausbildung und Dienst als Stabsoffizier
Von 1989 bis 1991 absolvierte Schönfeld den 32. Generalstabslehrgang Heer an der Führungsakademie der Bundeswehr in Hamburg. Daraufhin folgte von 1991 bis 1993 eine Verwendung als Generalstabsoffizier für Einsatzplanung und Führung (G3 Op 2) beim I. Korps in Münster. Von 1993 bis 1994 absolvierte Schönfeld das Studium „US National Security Affairs“ an der United States Naval Postgraduate School in Monterey, Kalifornien. Zurück in Deutschland wurde Schönfeld anschließend von 1994 bis 1997 als Referent für Militärstrategie im Führungsstab der Streitkräfte (FüS III 2) im Bonner Bundesministerium der Verteidigung eingesetzt.
Im Jahr 1997 übernahm er das Kommando über das Panzergrenadierbataillon 294 in Stetten am kalten Markt, das er bis 1999 innehatte. Es folgten Verwendungen als Referent Militärpolitik (Länderreferat USA) im Führungsstab der Streitkräfte (Fü S III 1) in Berlin von 1999 bis 2000 und von 2000 bis 2001 als Militärpolitischer Referent im Büro des Staatssekretärs des Bundesministeriums der Verteidigung in Berlin. Von 2001 bis 2004 war Schönfeld als Abteilungsleiter für Operationen im Stab der 7. Panzerdivision in Düsseldorf eingesetzt. In diese Zeit fällt der Einsatz als Assistant Chief of Staff Operations der Multinationalen Brigade Southwest bei KFOR von Mai bis September 2003.
Schönfeld wurde anschließend von 2004 bis 2005 als Branch Chief Operations (J5 Plans) zu SHAPE nach Mons versetzt. Dem schlossen sich Verwendungen als Referatsleiter für die Militärpolitische Vorbereitung von Auslandseinsätzen der Bundeswehr im Führungsstab der Streitkräfte (Fü S III 6) von 2005 bis 2007 und als Stellvertretender Stabsabteilungsleiter Militärpolitik und Rüstungskontrolle im Bundesministerium der Verteidigung (Fü S III) von 2007 bis 2010 an. 

### Generalsverwendungen
Im Anschluss wurde Schönfeld unter Ernennung zum Brigadegeneral als Deutscher Militärischer Vertreter bei SHAPE in Belgien von Januar 2011 bis Mai 2013 eingesetzt. Danach übernahm er von Juni 2013 bis März 2016 den Posten des Special Assistant to the Chief of Staff Allied Command Transformation in Norfolk, Virginia. Seit Mai 2016 war er Stellvertretender Kommandeur und Beauftragter Reservistenangelegenheiten Kommando Territoriale Aufgaben der Bundeswehr. 
Im Juni 2016 hat Brigadegeneral Schönfeld die Aufstellung der Steuergruppe „Reserve in der SKB“ übernommen, die er im Auftrag des Stellvertreter Inspekteur Streitkräftebasis führt.
Den Dienstposten als Stellvertretender Kommandeur des Kommandos Territoriale Aufgaben der Bundeswehr übergab er am 22. September 2020 an Brigadegeneral Andreas Henne und trat nach 44 Dienstjahren in den Ruhestand.

## Schriften
- Der politische Prozess, Der Wandel in der Außen- und Sicherheitspolitik, in Wehrmedizin und Wehrpharmazie 1/2000,[4]